# Hypodematium sinense
Hypodematium sinense är en ormbunkeart som beskrevs av Iwatsuki. Hypodematium sinense ingår i släktet Hypodematium och familjen Hypodematiaceae. Inga underarter finns listade.